# St. Josef (Mühlhausen)

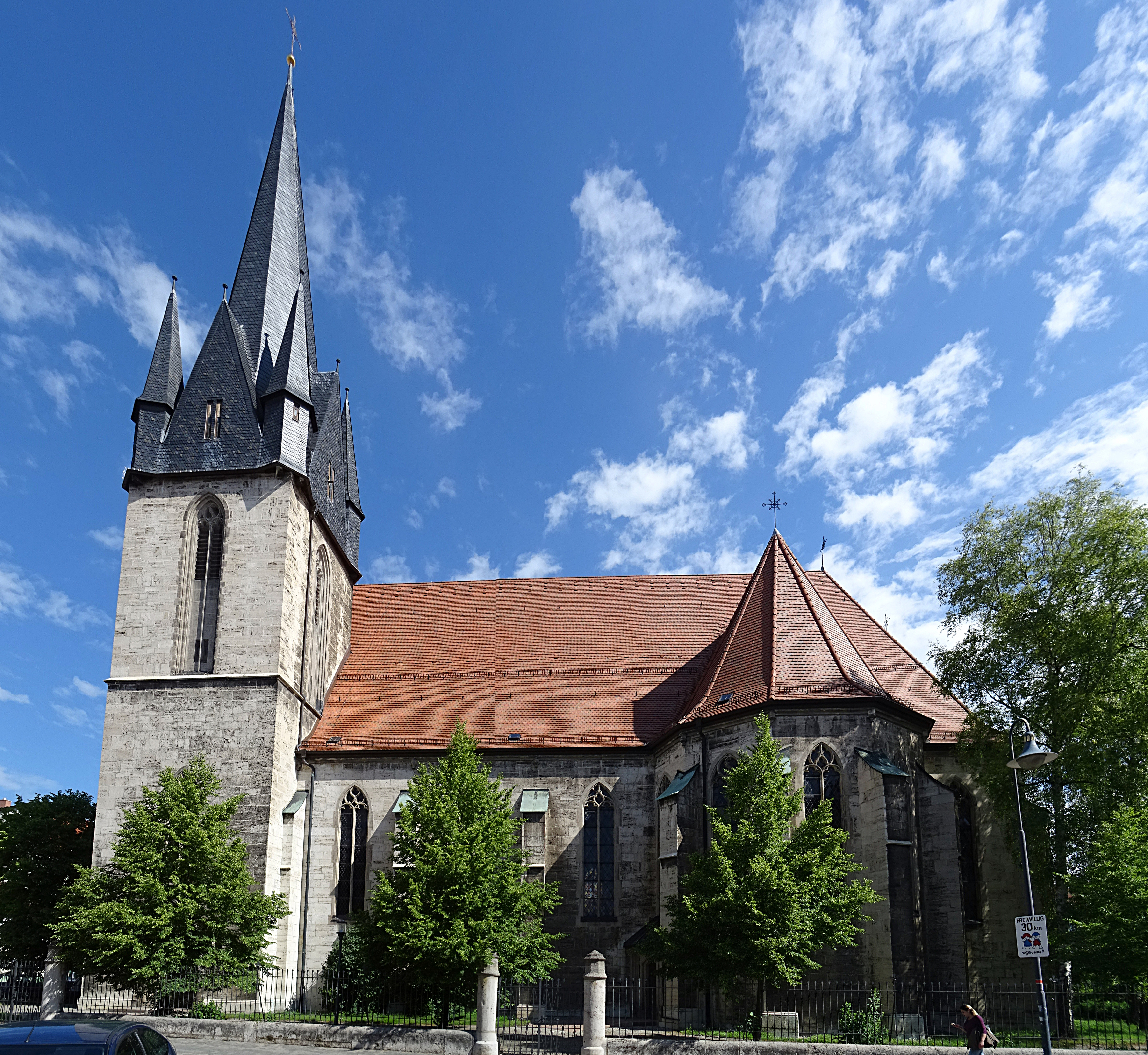
St. Josef

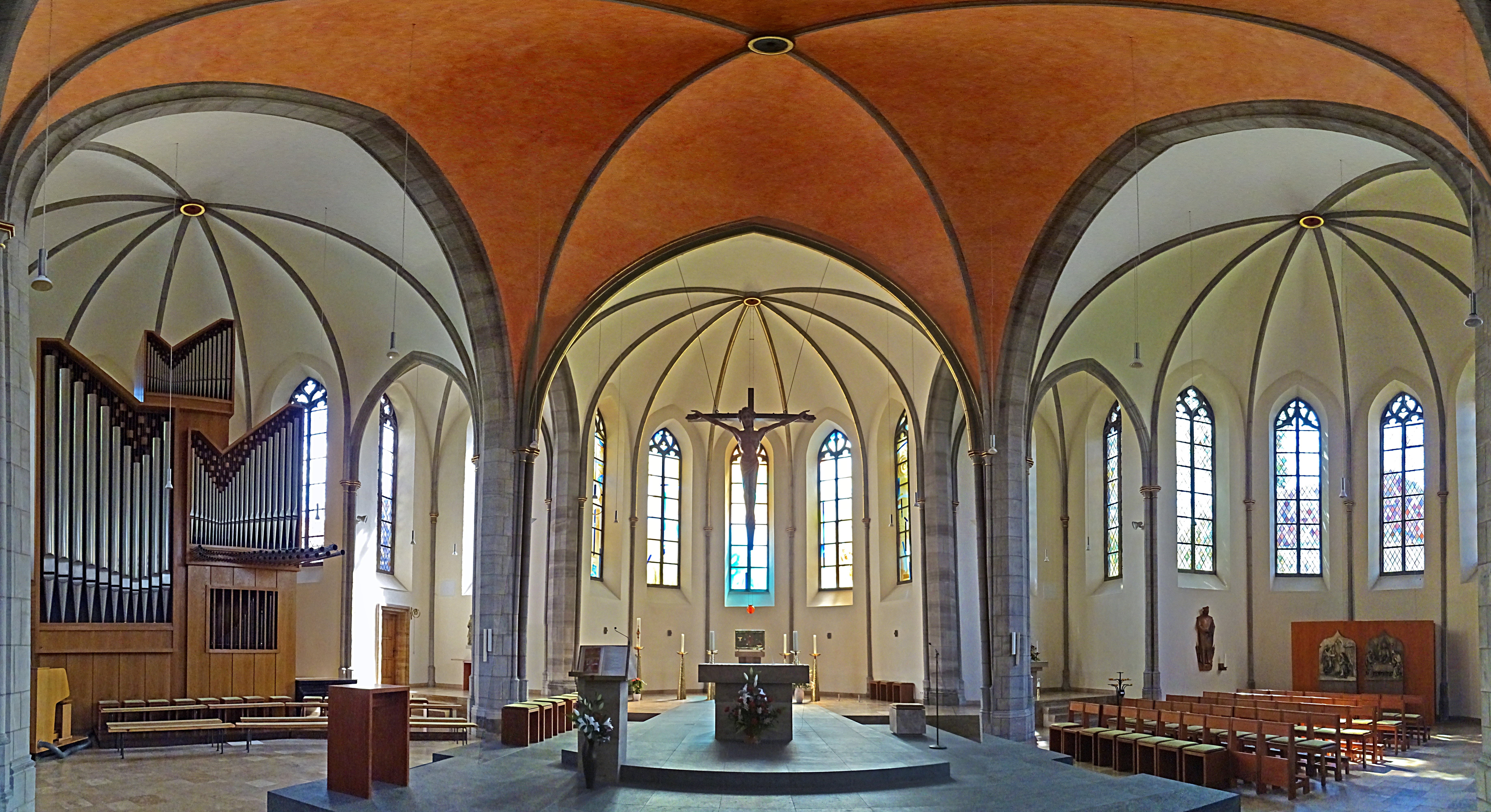
Blick durchs Querhaus

Die römisch-katholische Pfarrkirche St. Josef steht in Mühlhausen im thüringischen Unstrut-Hainich-Kreis. Sie ist die Pfarrkirche der Pfarrei St. Josef Mühlhausen im Dekanat Nordhausen des Bistums Erfurt. Sie trägt das Patrozinium des heiligen Josef von Nazaret. 

## Geschichte
Ein Kirchenbauverein übernahm 1884 die Initiative zum Bau der Josefskirche. Am 14. Juli 1903 wurde der Grundstein gelegt. Geweiht wurde sie am 5. August 1907, zwei Jahre nach der Vollendung, durch Bischof Wilhelm Schneider. Die Pläne, nach denen die Kirche von 1903 bis 1905 erbaut wurde, stammen vom Paderborner Diözesanbaumeister Arnold Güldenpfennig.

## Architektur
St. Josef ist eine neugotische kreuzförmige dreischiffige Hallenkirche mit polygonal schließendem Chor und ebensolchen Querhausarmen. Der Turm ist 52 Meter hoch.

## Ausstattung

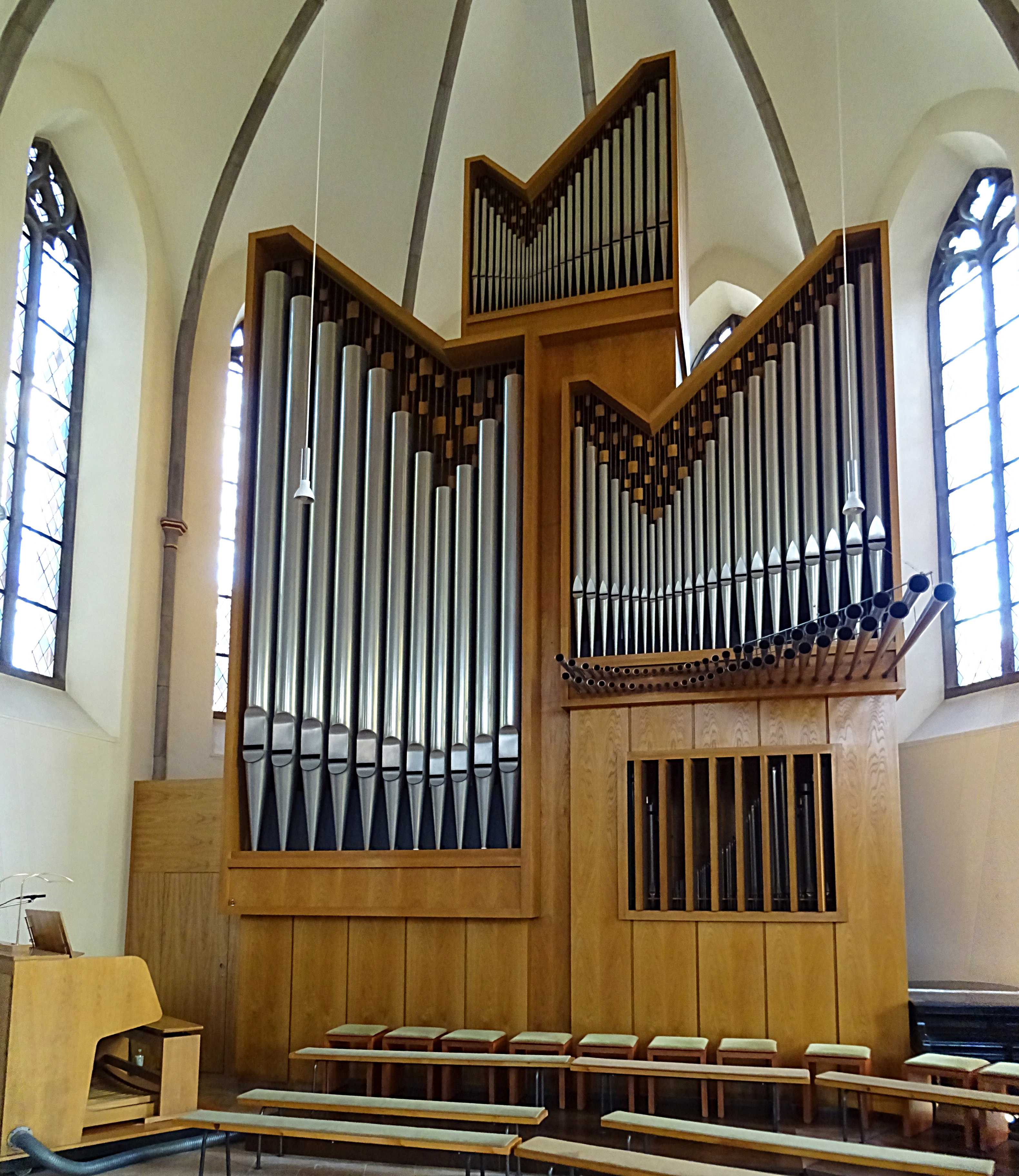
Die Jehmlich-Orgel

Die Ausstattung nahm Jahrzehnte in Anspruch. Die Heiligenfiguren entstanden Anfang des 20. Jahrhunderts in den Werkstätten der Wiedenbrücker Schule. 1907 schuf der Maler Eduard Goldkuhle die Kreuzwegstationen. 1934 erfolgte die Ausmalung der Wände mit Heiligen.
1962 gestaltete man das Gotteshaus innen um und entfernte die Wandbemalung und einen Teil der Heiligenfiguren. Die neugotischen Kirchenfenster wurden durch Rautenverglasung ersetzt und die Seitenaltäre sowie die Hochkanzel abgebaut. Die Reste dreier neogotischer Chorfenster lagern noch in der Kirche.
1981 erhielt die Pfarrkirche eine neue Orgel, das Opus 1018 der Firma Jehmlich mit drei Manualen und Pedal, 35 Registern, Schleifladen und elektrischen Spiel- und Registertrakturen.
Ihre heutige Innengestalt erhielt die Kirche 2001. Der Altar wurde in die Vierung vorgezogen, die Wände und Gewölbe farblich neu gefasst. Fünf von der Künstlerin Maren Magdalena Sorger aus Magdeburg entworfene Chorfenster wurden von der Paderborner Glaswerkstatt Peters Floatglasmalerei realisiert.
Eine wohl 1903 geschnitzte Darstellung des Falls Jesu unter dem Kreuz aus der Wiedenbrücker Schule wurde der Mühlhausener Kirche geschenkt und 2024 an der äußeren Nordseite angebracht.